# イセヒカリ
イセヒカリは、日本のイネの品種名および銘柄名。

## 概要

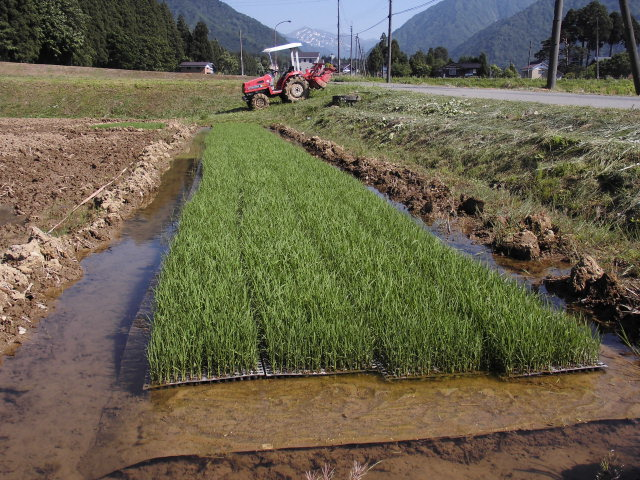
「イセヒカリ」ポット成苗（自然栽培）
新潟県南魚沼市姥沢新田 2014.06.01

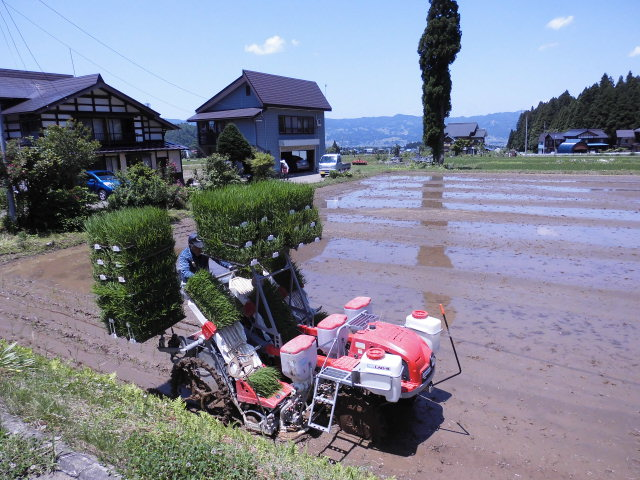
「イセヒカリ」の田植え 2014.06.15

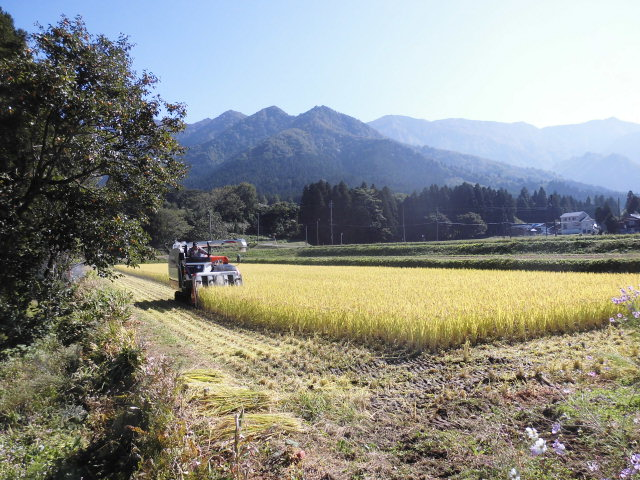
魚沼イセヒカリの収穫 2014.10.12

イセヒカリは、コシヒカリの突然変異種といわれる。1989年に伊勢神宮の神田で発見された。1996年1月16日、酒井逸雄少宮司は皇大神宮御鎮座二千年を記念して「イセヒカリ」と命名。現状では未品種登録で各県の奨励品種にはなっていないが、硬質米タイプのため、その由来（皇室米）からもコメ輸出向きの品種と寿司米・神酒米に期待される。

## 育成経過
1989年、伊勢地方を台風が2度襲った。被害を受けた神宮神田「西八号田」のコシヒカリは完全に倒伏したが、中央に2株並んで直立している稲があることを神田事務所の森晋（作長・神田管理責任者）が発見し、試験栽培を試みる。

## 普及
- 1995年（平成7年） - 岩瀬平 [5][6][7]（山口イセヒカリ会代表・元山口県農業試験場長）と山口県の篤農家4名が試験栽培を始める[8]。
- 1996年（平成8年）- 4月12日、山口県神社庁長に酒井逸雄少宮司より「イセヒカリ種籾」3升が授けられた[9]。神宮神田2町9反のうち水田3枚（45アール）で本格栽培され、神宮祭から神前に供された。
- 1997年（平成9年） - 神宮は「門外不出」としてきた先例を改め、種籾を各地の神社に下賜された。
- 2002年（平成14年）- 12月5日、山口イセヒカリ会吉松敬祐により、平成8年から系統選抜した8系統の中から系統番号2号（イセヒカリ2号）を「イセヒカリ原種」として扱うことを藤岡神宮少宮司が了承[10]。
- 2005年（平成17年）- 3月11日、商標登録第4846128号 （株式会社 陽光）[11]。
- 2011年（平成23年）- 11月、山口商工会議所は「山口アクティブエイジングシティ構想」で「イセヒカリ」を山口県のブランド米として育成することを提案[12]。
- 2013年（平成25年）- 出雲イセヒカリ会が発足[13]。

## 生育・特性
中生（なかて）でコシヒカリよりも稈が太く、下位節間が短いので耐倒伏性が強い。二次枝梗籾数が多く多収で耐病性もあり、甘味はコシヒカリ以上。蛋白質は低く硬質米であるため酒米にも向いている。炊飯には十分に水に浸すこと。寝る前に仕掛けて朝炊いた昔の炊き方（6時間は水に浸す）が基本になる。

## 原種管理
- 岩国イセヒカリ会（山口県岩国市　事務局長:佐古建彦）[18][19]
  - 種籾生産者 吉松敬祐[20]（山口イセヒカリ会）